# Bent Peder Rasch
Bent Peder Benjamin Rasch, född 31 maj 1934 i Köpenhamn, död 26 november 1988 i Vancouver, var en  dansk kanotist.
Han blev olympisk guldmedaljör i C-2 1000 meter vid sommarspelen 1952 i Helsingfors.